# Montaraces del Norte
Los montaraces del Norte o dúnedain del Norte son, en el trasfondo histórico de la novela El Señor de los Anillos del escritor británico J. R. R. Tolkien, los fieles supervivientes a la caída del reino de Arthedain, en Eriador, de la raza de los dúnedain. Se trataba de un pueblo errante y aislado del resto de los pueblos de la Tierra Media, comandados por capitanes descendientes en línea directa de Elendil, Anárion e Isildur, que a su vez descendían del linaje real numenoreano, y que no se mezclaron nunca con otras razas de hombres. El último de esta estirpe es Aragorn, hijo de Arathorn, uno de los protagonistas de El Señor de los Anillos, heredero de Isildur, aquel que podía reclamar el trono de Gondor y reunificar así el reino numenoreano en la Tierra Media.
Los montaraces del norte eran considerados vagabundos sin hogar, y sólo en Rivendel, donde se criaron varios de ellos, se recordaba su verdadero linaje. La Comarca y Bree estuvieron defendidas por ellos durante mucho tiempo sin que sus habitantes lo supieran.
En tiempos de la Guerra del Anillo apenas quedaban 500 Dúnedain del Norte, de los cuales unos 150 eran Montaraces.

## El linaje de los montaraces dúnedain
El linaje de los reyes de los dúnedain, que gobernó el Norte  hasta la muerte de Arvedui, el último rey de Arthedain, se continuó ininterrumpidamente hasta los tiempos de El retorno del Rey. Pero, puesto que no poseían un reino que gobernar, no se llamaron reyes a sí mismos, sino que adoptaron el título más simple de «capitanes de los dúnedain del Norte». 
Durante el tercer milenio de la Tercera Edad permanecieron en la sombra, como montaraces que vigilaban los antiguos territorios de Arnor. Aparte de mantener observatorios y torres vigía en las regiones limítrofes, buscaron refugio en la casa de Elrond en Rivendel, donde recibían educación antes de que les fuera revelado siquiera el alto linaje al que pertenecían. Era en este enclave élfico donde se custodiaban, además, las heredades del linaje: el Cetro de Annúminas, el Anillo de Barahir, la diadema de plata Elendilmir y los fragmentos de Narsil, en espera de ser reforjados.
La línea de los capitanes se inició con Aranarth, hijo primogénito de Arvedui, y acaba con Aragorn II al comienzo de la Cuarta Edad del Sol. En el nombre de todos los capitanes se conservó el prefijo ar-, que denotaba su origen real y pretendía reivindicar su derecho a ser reyes de Arnor.

### Capitanes de los dúnedain del Norte
Tolkien creó y esbozó la historia de un linaje de dieciséis capitanes que gobernaron a los montaraces durante un periodo de 1165 años:
1. Aranarth (1976 - 2106);
2. Arahael (2106 - 2177);
3. Aranuir (2177 - 2247);
4. Aravir (2247 - 2319);
5. Aragorn I (2319 - 2327);
6. Araglas (2327 - 2455);
7. Arahad I (2455 - 2523);
8. Aragost (2523 - 2588);
9. Aravorn (2588 - 2654);
10. Arahad II (2654 - 2719);
11. Arassuil (2719 - 2784);
12. Arathorn I (2784 - 2848);
13. Argonui (2848 - 2912);
14. Arador (2912 - 2930);
15. Arathorn II (2930 - 2933);
16. Aragorn II (2951 - 120 C. E.)[nota 2]